# أودون بارتوس
إيدين بارتوش (بالعبرية: עֵדֶן פרטוש) (1 أكتوبر 1907 – 6 يوليو 1977) عازف كمان ومؤلف موسيقي إسرائيلي من أصل مجري. 
حصل على جائزة إسرائيل، ودرَّس وخدم كمدير لأكاديمية روبن للموسيقى، وهي حاليا تعرف باسم مدرسة بوخمان ميهتا للموسيقى في تل أبيب. 

## حياته
ولد بارتوش في بودابست (وكانت حينها تقع في الإمبراطورية المجرية النمساوية]]) ودرس في أكاديمية فرانتس ليتس للموسيقى، مع أنتال دوراتي وماتياس سايبر. ودرس عزف الكمان على يد زولتان كودالي.
وبعد إنهاء دراساته قُبل في وظيفة عازف أساسي في أوركسترا في لوسيرن، بعدها عزف في أوركسترات أوروبية أخرى، من بينها أوركسترا برلين. وفي عام 1934 وبعد صعود هتلر للسلطة، عاد بارتوش إلى مسقط رأسه بودابست، حيث عمل عازفا أساسيا في أوركسترا المدينة السيمفوني.
وفي عام 1936 أسس برونيسلاف هوبرمن أوركسترا فلسطين (واسمها الحالي أوكسترا إسرائيل الفيلهاروموني)، وعين بها موسيقيين يهود من مختلف الأوركسترات الأوروبية. وأراد هوبرمن أن يعينه في الأوركسترا لكنه رفض بسبب التزامه وقتها بعقد مع الحكومة السوفيتية، والذي درَّس بموجبه الكمان والتأليف الموسيقي في كونسرفتوار باكو في أذربيجان.
وفي عام 1937 غادر بارتوش الاتحاد السوفيتي بعد أن رفض الانضمام إلى الحزب الشيوعي خلال فترة «محاكمات موسكو». وعاد إلى بودابست حيث عمل عازفا أساسيا في الأوركسترا، وقام بجولات معها في البلدان الأوروبية.
وفي ذلك الوقت دعا هوبرمن بارتوش إلى لقاء في فلورنسا، حيث عرض عليه وظيفة عازف أساسي في أوكسترا فلسطين. وقرر بارتوش الهجرة إلى فلسطين تحت الانتداب البريطاني في عام 1938.
وبين عامي 1938 و1956 كان بارتوش عازف الكمان الأساسي في أوركسترا إسرائيل الفيلهارومي، وأدى العديد من العروض الفردية في إسرائيل وخارجها. وأسس مع لازلو فينشي في عام 1946 أكاديمية روبن للموسيقى (وهي حاليا مدرسة بوخمان ميهتا للموسيقى) في تل أبيب.
عُين بارتوش مديرا لأكاديمية روبن، وظل بها حتى وفاته (رغم أن ظروف صحته في الخمس سنوات الأخيرة من حياته منعته من العمل الفعال، وخلفه في المنصب أرييه فاردي).
يعتبر إيدين بارتوش من أهم المؤلفين الموسيقيين في إسرائيل. ومنح جائزة إسرائيل عام 1954، وهو أول من يمنح تلك الجائزة في مجال الموسيقى.
ومن بين أبرز تلاميذه: سيسيليا أرزيفسكي ودفورا بارتونوف، مناحيم بروير، إيلان غرونيتش، رامي سولومونوف، ريفكا غولاني، أوري ماير، رامي بار نيف، يهوشوا لاكنر وآخرون.

## جوائز
حصل على جائزة إسرائيل عام 1954 في مجال الموسيقى. 